# 京都外国語大学ラテンアメリカ研究センター
京都外国語大学ラテンアメリカ研究センター（きょうとがいこくごだいがくラテンアメリカけんきゅうセンター、英語: Research Center for Latin-American Studies, Kyoto University of Foreign Studies、スペイン語: Centro de Estudios Latinoamericanos de la Universidad de Estudios Extranjeros de Kyoto、ポルトガル語: Centro de Estudos Latino-Americanos da Universidade de Estudos Estrangeiros de Kyoto, IELAK）は、京都外国語大学の研究機関。
地域研究コンソーシアム (JCAS) に加盟している。

## 概要
ラテンアメリカを対象に調査研究を行い、その成果を教育に資し、研究者や市民に情報発信していくことを目的としている。

## 沿革
《主な出典:》
- 1980年4月1日 - 京都外国語大学にメキシコ研究センターを設置。
- 2001年4月1日 - 京都ラテンアメリカ研究所に改組。
- 2016年4月1日 - 京都外国語大学ラテンアメリカ研究所に改称[6]。
- 2023年4月1日 - 京都外国語大学国際言語平和研究所の付属機関とし、組織名を京都外国語大学ラテンアメリカ研究センターに改称[7][8]。所在地を同大学キャンパス内の9号館5階から11号館2階へ変更[8]。

## 所在地
〒615-8558 京都府京都市右京区西院笠目町6番地 京都外国語大学本部キャンパス 11号館2階